# Rhombodera extraordinaria
Rhombodera extraordinaria är en bönsyrseart som beskrevs av Max Beier 1942. Rhombodera extraordinaria ingår i släktet Rhombodera och familjen Mantidae. Inga underarter finns listade i Catalogue of Life.